# Kalmarunionen
Kalmarunionen var en skandinavisk union mellan kungarikena Danmark, Norge och Sverige som bildades 1397 och varade till 6 juni 1523. Unionen innefattade därmed områden som Finland, Island, Grönland, Färöarna, Orkneyöarna och Shetlandsöarna, och omfattade det största politiska samlade området i Nordens historia. Efter att Sverige lämnade unionen förblev Danmark och Norge i union fram till 1814, med betydande ändringar i formerna för denna år 1536.
Unionen grundades vid ett möte i Kalmar 1397, där aristokratin från de tre länderna samlades för att kröna Erik av Pommern till kung över de tre länderna (med drottning Margareta som inledande samregent). Från mötet finns det så kallade unionsbrevet bevarat. Det finns olika uppfattningar bland historiker om hur brevet ska tolkas. Vissa menar att det inte utgjorde något juridiskt bindande fördrag. Oavsett detta så regerades de tre rikena av samma monark. Erik efterträddes av Kristofer av Bayern. Vid dennes plötsliga bortgång i januari 1448 saknades dock en given efterträdare och Danmark och Sverige valde varsin regent. Det dröjde till 1457 innan de tre rikena åter styrdes av samme kung, Kristian I. Detta blev dock kortvarigt och efterträdare som Hans och Kristian II styrde över Sverige endast under kortare perioder. I Sverige var unionen hela tiden ett politiskt alternativ ända fram till valet av Gustav Vasa till kung 1523.
Historikern Gottfrid Carlsson karakteriserar unionen som en "förbundsstat" även om Kalmarunionen saknade lagstiftningsmakt på federal nivå. Unionen var Europas största land till ytan. Historikern Dick Harrison beskriver unionen som: 
| ” | En stor, permanent (önskade man åtminstone) personalunion som syftade till att med gemensamma ansträngningar skapa en militär motvikt mot gemensamma fiender. | „ |

 Historikern Erik Lönnroth såg unionen som en politisk och ekonomisk nödvändighet för att dämma upp den tyska expansionen mot norr under 1300-talet. När tidigare utrikespolitiska hot, Hansan, Tyska orden och nordtyska furstar, bortföll på 1500-talet försvagades också unionstanken.

## Bakgrund

### Sverige och Norge i union
Sverige och Norge var under kungarna Magnus Eriksson och Håkan Magnusson förenade under en krona. Kristofer II av Danmark hade pantsatt Skåne till Johan av Holstein 1329 men där utbröt uppror 1332 och i november samma år valde Johan att mot en lösen överlämna Skåne och Blekinge till den svenske kungen. Magnus erkände Skåne som ett autonomt kronland medan skåningarna erkände folkungarna som kungaätt. Magnus kallade sig därefter "Sveriges, Norges och Skånes konung". Den danske kungen Valdemar Atterdag erövrade dock Skåne, Blekinge och södra Halland 1360. Sommaren 1361 erövrade han Gotland. Förlusten av Skåne gjorde att den svenska aristokratin vände sig emot Magnus Eriksson och 1361 fängslades han av sin egen son Håkan Magnusson. Håkan valdes till kung av Sverige på Mora stenar i februari 1362. Håkan och hans far försonades dock under våren 1362 och de kom överens om att samregera i Sverige och Norge. För att få hjälp att besegra den svenska aristokratin vände de sig till Valdemar Atterdag i Danmark. Håkan Magnusson hade 1359 förlovat sig med Valdemars sexåriga dotter Margareta. Under påtryckningar från den svenska aristokratin hade Håkan slagit upp förlovningen och istället förlovat sig med en prinsessa från Holstein, Elisabet. När prinsessan i december 1362 reste till Sverige för att träffa sin blivande make blev hennes skepp vinddrivet till Bornholm och där sattes hon i fängelse. Magnus Eriksson och hans son skyndade sig till Köpenhamn och den 9 april 1363 gifte sig Håkan med Margareta. Den holsteinska prinsessan släpptes ur fängelset efteråt; hon levde resten av sitt liv i kloster.
Valdemar Atterdags enda son Kristofer hade i juli 1362 skadats svårt under stridigheter i Skåne och avled följande sommar. Valdemar hade två döttrar, Ingeborg och Margareta och i det läget kunde endera väljas som tronföljare. Ingeborg var gift med Henrik Bödeln av Mecklenburg, son till Albrekt den store av Mecklenburg och Eufemia Eriksdotter (syster till Sveriges kung Magnus Eriksson). Den stormannaopposition som fanns i Sverige mot Håkan Magnusson förenade sig med Albrekt för att sätta dennes och Eufemia Eriksdotters andre son Albrekt av Mecklenburg på Sveriges tron. Under andra halvåret 1363 begav sig Valdemar Atterdag ut på en lång europeisk resa och hans förbundna Magnus och Håkan kunde därför inte vänta sig någon hjälp från Danmark. I november 1363 seglade en stor tysk armé till Sverige för ett överraskande angrepp mot folkungarna som lyckades. I februari 1364 kunde därför Albrekt hyllas som Sveriges kung på Mora stenar. De två folkungarna Magnus och Håkan hade kvar kontrollen över Norge och västra Sverige från vilket de riktade ett militärt angrepp mot östra Svealand men besegrades 1365 i slaget vid Gataskogen på gränsen mellan Västmanland och Uppland. Valdemar Atterdag gick till anfall 1366 och hade till en början stora framgångar. Han anfölls dock så småningom av mecklenburgska, holsteinska och hanseatiska trupper och tvingades sluta fred. 1371 tvingades Valdemar gå med på att göra sin dotterson Albrekt IV av Mecklenburg till dansk tronföljare. Magnus Eriksson fängslades i sex år fram till 1371 men frisläpptes sedan folkungarna lovat att de västsvenska områden som hölls som förläning av dem skulle överlämnas till Albrekt vid Magnus Erikssons död.

### Danmark och Norge i union
När Magnus Eriksson avled 1374 överlämnades dock inte dessa områden och när Valdemar Atterdag avled i oktober 1375 blev inte Albrekt IV utnämnd till dansk kung. Istället ställde Håkan Magnusson upp en motkandidat, den egna sonen Olof. Håkan hade stöd av Danmarks mest inflytelserika stormän och vid ett riksmöte i Slagelse i maj 1376 blev Olof utnämnd till dansk regent. Samtidigt bestämdes att regeringen skulle utövas av dennes föräldrar, Håkan och hans hustru Margareta. Av betydelse var att både Håkan och Margareta befunnit sig i Danmark för att arbeta för sonens kandidatur men också att endast Margareta kunde anses representera den danska kungadynastien; hennes syster Ingeborg hade då avlidit. För att stärka sitt anspråk på tronen började hon kalla sig "Danmarks, Sveriges och Norges drottning" under tiden fram till valet av sonen som kung.
Genom utnämningen av Olof hade det genom Danmarks och Norges förening uppkommit ett storvälde som inte bara innefattade de två länderna utan även andra territorier de behärskade som Skåne och Gotland. När Håkan avled 1380 blev Olof även kung av Norge men Margareta verkade som hans förmyndare. Den svenske kungen Albrekt av Mecklenburg satt inte overksam utan försökte under 1380–1384 erövra Skåne men fick nöja sig med södra Halland. Albrekts försök att förena Skåne och Sverige under en krona hade dessutom ett utbrett stöd bland den skånska adeln. Folkungarnas inflytande i Skåne försvagades också av det faktum att västra Skåne var förpantat till den tyska handelsfederationen Hansan sedan 1370. 1385 kom dock Olof Håkansson till Lund där han hyllades av skåningarna efter att ha bekräftat skåningarnas traditionella privilegier. Några veckor senare överlämnade hanseaterna sina borgar i västra Skåne till den danske kungen. På försommaren 1385 började Olof Håkansson använda titeln "sann arvinge till Sveriges rike" och hade därefter möjlighet att börja rusta för krig istället för försvar.

### Kriget mot Albrekt
Albrekt av Mecklenburgs ställning som svensk kung hade med tiden försvagats. Till sin hjälp hade han inkallat tyskar att fungera som länsherrar och fogdar istället för den svenska aristokratin. En av de stormän som stött Albrekt och motarbetat folkungarna var Bo Jonsson (Grip), bland annat med förhoppningen att Albert skulle kunna återerövra Skåne från Valdemar Atterdag. Bo Jonsson var inte bara rikets drots utan dess störste jordägare. I april 1384 var han på väg till Skåne för att delta i fälttåget men i Vadstena gjorde han upp sitt testamente där han förklarade som sin sista vilja att alla hans förläningar i Finland och det egentliga Sverige efter hans död skulle förvaltas av åtta namngivna stormän för att på så vis förhindra att kung Albrekt skulle få kontroll över länen. Bo Jonssons mecklenburgska maka och hans barn utestängdes från all kontroll över länen. Hur förhållandet varit mellan Bo Jonsson och Albrekt de senare åren är inte känt; förmodligen har Albrekts oförmåga att erövra Skåne inte gynnat honom. När Bo Jonsson avled i augusti 1386 blev testamentet känt och Albrekt förklarade sig vara änkans och barnens förmyndare för att på så vis försöka kullkasta testamentet. Albrekt lyckades också ta kontroll över några fästen. I den inrikespolitiska kris som uppkom i Sverige sökte nu de svenska stormännen stöd hos Margareta. Några av dessa träffade Olof och Margareta i Skåne på sommaren 1387.

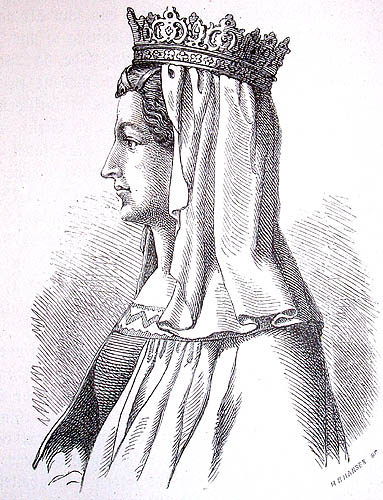
Margareta (gravyr av H.P. Hansen).

Margareta uppehöll sig i Ystad när Olof hastigt blev svårt sjuk i feber och avled på Falsterbo slott den 3 augusti 1387. Margareta såg dock snabbt till att hon hyllades som Danmarks regent, först vid en sorgemässa i Lund den 10 augusti, därefter på landsting i Ringsted, Fyens landsting i Odense och troligen även vid det jylländska landstinget i Viborg. Margareta reste också till Norge där hon i februari 1388 hyllades som Norges regent vid ett herremöte i Oslo. Efter besöket i Norge träffade hon Bo Jonssons testamentsexekutorer i Dalaborg. Genom Dalaborgstraktaten erkändes Margareta som Sveriges "fullmäktiga fru och rätta husbonde" av den församlade aristokratin. De lovade att ställa de svenska slottslänen till hennes förfogande och att ge henne militärt stöd att erövra makten från kung Albrekt.
Kung Albrekt satt inte passiv när oppositionen mot honom växte i styrka. På sensommaren 1388 reste han till Mecklenburg för att samla en betydande styrka av legotrupper. Albrekt och hans legotrupper var tillbaka runt nyåret 1388/1389 efter att ha landstigit i Kalmar. På hösten 1388 hade oppositionens styrkor belägrat Axevalla hus utanför Skara och Albrekts trupper marscherade via Jönköping för att undsätta Axevalla. Albrekts trupper var troligen helt hästburna, välrustade och hade åtminstone en kärna av stridsvant kavalleri. Margaretas och Albrekts trupper möttes nära Åsle kyrkby en mil öster om Falköping. Slaget vid Åsle blev både en militär och politisk seger för Margareta när både Albrekt och hans son Erik kunde tillfångatas.
De dansk-svenska styrkorna kunde snabbt ta kontroll över de slott som var i mecklenburgarnas händer, däribland Kalmar slott. Margareta agerade också snabbt vad gäller tronföljden; vid midsommar 1389 samlades ett stort herremöte i Helsingborg där Margareta presenterade tronföljaren Erik av Pommern, son till Margaretas systerdotter Maria. Där erkändes han av de norska representanterna som Norges arvkonung, ehuru med Margareta som hans förmyndare så länge han var minderårig. Vad gäller Eriks ställning i Danmark och Sverige dröjde det flera år; Erik valdes till Danmarks kung vid ett landsting i Viborg på nyåret 1396 och för Sveriges del hyllades han på Mora stenar som Sveriges kung den 23 juli 1396.

## Nyköpings recess
Margareta och Erik träffade det svenska riksrådet i Nyköping i september samma år, 1396. Det viktigaste beslutet var om en reduktion av alla kronogods som överförts till aristokratin och frälset under Albrekt av Mecklenburgs tid som kung, såvida inte kronan beviljade undantag. De som hade blivit frälse under perioden skulle förlora denna status. Mötet beslutade också att alla fästen och slott som uppförts under denna tid skulle rivas om inte kronan beslutade annat. Margareta fick i morgongåva Östergötland och Skara biskopsdöme, Rumlaborgs slott och län med Jönköping, Västerås slott och stad med Norbohärad och Dalarna.
Recessen utfärdades den 23 september 1396 och tolkas av historikern Erik Lönnroth som ett förkrossande nederlag för den svenska stormannaklassen, eftersom den förlorade allt den hade vunnit sedan upproret mot Magnus Eriksson. Mötet beslutade också om ett nytt möte mellan de ledande stormännen i de tre rikena där de skulle sluta avtal om evig fred mellan länderna.

## Kalmarmötet

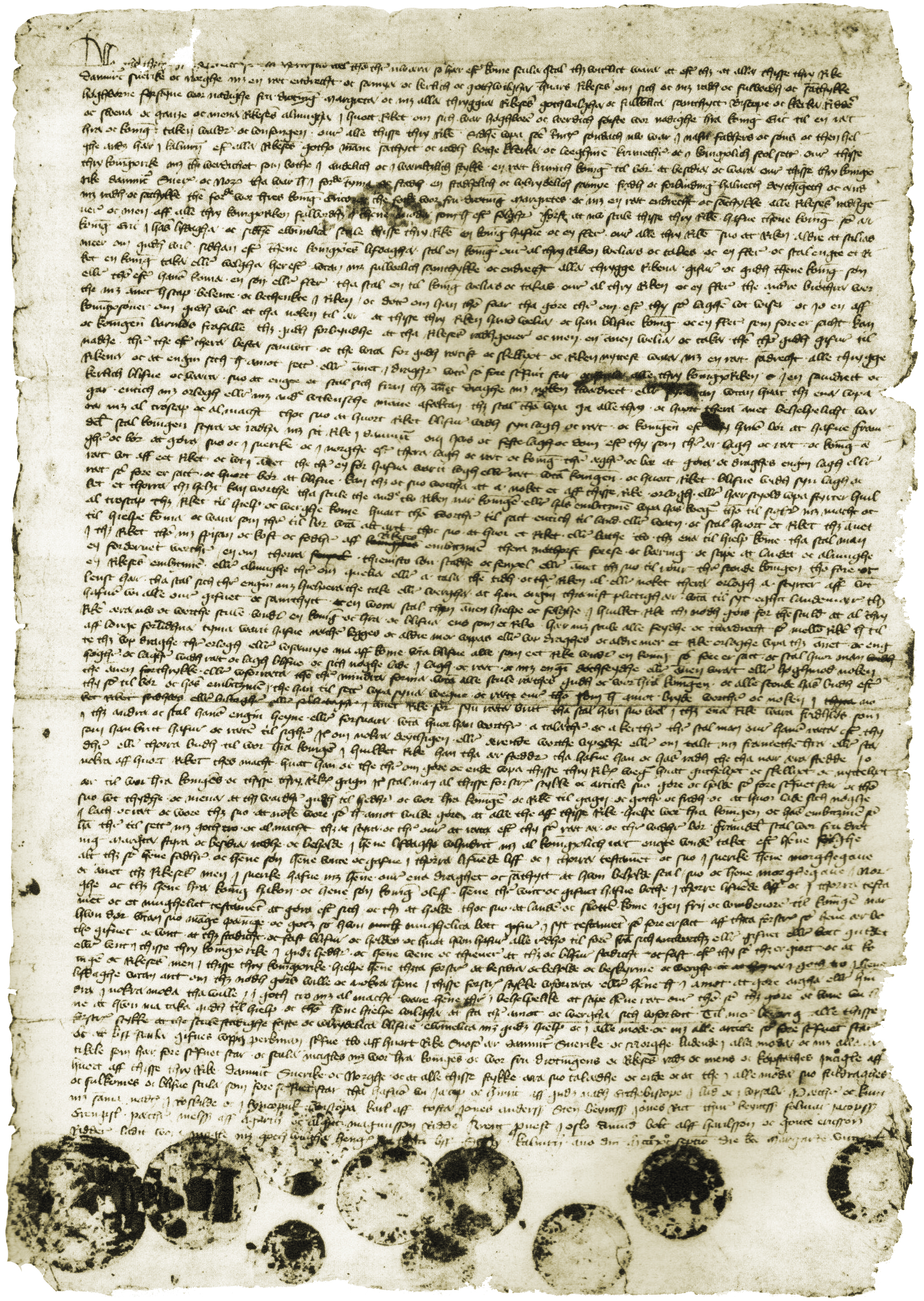
Unionsbrevet från 1397: "Först at nw scule thisse thry riken hafue thenne koning, som ær koning Eric i hans lifdaghæ, oc siden evinnelicæ thisse thry riken en koning hafue oc ey flere ouer alle thry riken, suo at riken aldre at scilias meer, om Gudh wil."

Det första tydliga vittnesbördet om att Margareta ville skapa en union av de tre riken som Erik var kung över är Nyköpings recess 1396. Med den personalunion som var för handen kom de församlade överens om ett unionsmöte där representanter för de tre rikena skulle komma överens om en union, en union som angavs som en förutsättning för fred mellan rikena. Detta allnordiska unionsmöte ägde rum i Kalmar sommaren 1397. Själva mötet bör ha tagit minst fyra veckor och inleddes med en kröningsceremoni där Erik kröntes till kung av ärkebiskoparna i Lund och Uppsala. Frånvaron av norska biskopar i Kalmar kan tyda på att Erik kröntes till kung av Norge redan 1392. Själva mötesförhandlingarna resulterade dels i ett unionsbrev som reglerade de framtida förhållandena mellan de tre rikena samt ett kröningsbrev där det framgår att Eriks kröning till kung i Danmark, Norge och Sverige har fullbordats i Kalmar. Kring hur unionsbrevet ska tolkas har det förts en omfattande vetenskaplig diskussion.

### Kröningsbrevet
I kröningsbrevet kungörs att kröningen av Erik har fullbordats i Kalmar. Undertecknarna avger en trohetsförsäkran mot kung Erik och ger full ansvarsfrihet för Margareta. Kröningsbrevet ålägger inte kungen några särskilda skyldigheter, där finns endast en i allmänna ordalag utformad passus, "oc han gøre widh oss alle som hanom bør at gøre". Lönnroth påpekar också att Erik i kröningsbrevet av undertecknarna erkänns som kung, något kungaval eller överlåtelse av makt från undersåtar till kung omnämns inte. I kröningsbrevet fastslås också att Erik är konung av Guds nåd.

### Unionsbrevet
I unionsbrevet slås fem viktiga principer för unionen fast:
- En enda kung ska råda över alla tre rikena. I princip ska unionen vara ett valkungadöme men i första hand bör kungasöner väljas.
- Kungen ska styra över varje rike i enlighet med varje rikes egna lagar.
- Om något av rikena hotas av krig ska de andra komma till hjälp.
- Den som döms som fredlös ska vara det i samtliga riken.
- Vid förhandlingar med andra länder har kungen tillsammans med rådsmedlemmar från varje rike rätt att fatta beslut till allas bästa.

Den vetenskapliga debatten kring unionsbrevet har handlat om huruvida unionsbrevet verkligen utfärdades. Unionsbrevet är skrivet på papper och inte på pergament, vilket var sedvanligt. I brevet står det också att det ska skrivas ut i sex exemplar men inget tyder på att detta har skett. Detta skulle då tala för att unionsbrevet endast är ett fallet förslag. Som beseglare av dokumentet namnges 17 personer men endast tio sigill är fästade. Sigillen är påtryckta och inte, som texten anger, med underhängande sigill. Dessutom är beseglingen slarvigt utförd, författaren har slarvat med texten och vissa stavfel har fått stå kvar. Historikern Lauritz Weibull framhåller den stora noggrannhet som vanligtvis utmärkte medeltida statsakter, "En statsakt av den utomordentliga betydelse som detta brev kan redan på grund av sin bristfälliga yttre beskaffenhet inte värdesättas högre än som en rent preliminär handling."
Weibull tolkar unionsbrevet som ett fördrag mellan å ena sidan kungamakten, å andra sidan riksråden i de tre kungarikena. De 17 som beseglade brevet omnämns inte som riksråd och har inte beseglat unionsbrevet i egenskap av riksrådens representanter utan deras titlar som ärkebiskop, riddare, prost har använts. Ett statsrättsligt giltigt fördrag hade också krävt att motparten, kungamakten, beseglat brevet.
Historikern Erik Lönnroth menar också att mötet i Kalmar aldrig utfärdade ett juridiskt bindande fördrag i form av unionsbrev mellan de tre länderna. Ansvaret för att unionsbrevet inte blev utfärdat ligger hos Margareta. Medan kröningsbrevet omfattar en statsteori där makten ligger hos furstemakten, regime regale, genomsyras unionsbrevet av en statsteori där kungamakten är bunden av lagarna, regime politicum. Det sistnämnda var den statsteori som aristokratin i riksråden senare kom att omfatta. Eftersom unionsbrevet aldrig blev giltigt kom kungamakten aldrig heller att vara bunden av de inskränkningar som nämns i brevet. Det var striden mellan dessa två principer som kom att känneteckna unionens historia.
Historikern Gottfrid Carlsson tolkar unionsbrevet som att de sjutton utfärdarna intygar vad mötet faktiskt beslutade. Dessa sjutton, fyra danska och fem svenska riddare, den norske rikskanslern och tre norska riddare, ärkebiskoparna i Lund och Uppsala samt biskoparna i Linköping och Roskilde, anser Carlsson ha varit de till rangen mest förnäma på mötet i Kalmar. Det egentliga unionsbrevet från Kalmar, utfärdat enligt alla konstens regler på pergament, har gått förlorat senast på 1500-talet. Carlsson framlägger en hypotes att det bevarade brevet varit avsett att överlämnas till den norske rikskanslern som ville uppvisa en bestyrkt kopia av unionsbeslutet. Detta skulle då förklara varför de norska utfärdarnas sigill inte finns på unionsbrevet – de skulle ju muntligen inför det norska riksrådet kunna bekräfta att brevet var en autentisk kopia.

## Unionen under Margareta och Erik

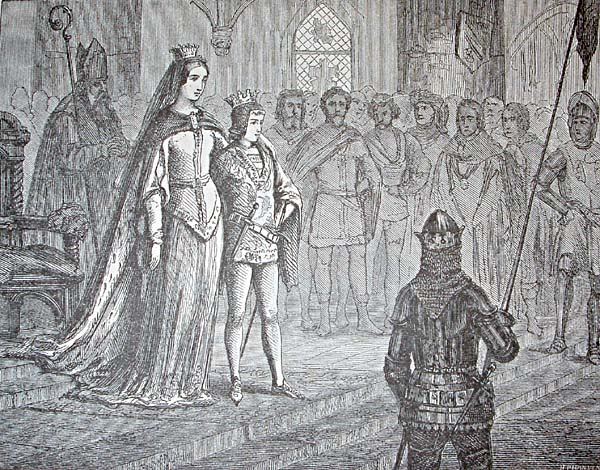
Erik kröntes till unionskonung i Kalmar 1397 (gravyr av H.P. Hansen).

Eftervärldens syn på drottning Margareta och hennes unionspolitik har varierat. Tidiga svenska historiker som Olaus Petri och Ericus Olai kritiserade henne för att inte hålla sina löften och i Vadstenadiariet kritiserades hon för sina godsreduktioner och skattetrycket. Under 1800-talets skandinavism framhävdes Margaretas roll för att ena de nordiska länderna. Den danske historikern Kristian Erslev menade dock att unionen för henne var ett medel för att nå hennes primära mål, en stark konungamakt på bekostnad av aristokratins inflytande.
Margareta gjorde reduktioner av frälsets jord både i Danmark och i Sverige då överföringen av skattejord till frälsejord allvarligt hotade kronans skatteinkomster. Efter att Sveriges drots Bo Jonsson (Grip) avled 1386, Danmarks drots Henning Podebusk avled 1388 och Norges drots Ogmund Finsson avled 1388 tillsatte inte Margareta nya drotsar. Även ämbetet som marsk lämnades obesatt under hennes tid. Margareta har också kritiserats för att hon i strid med Magnus Erikssons landslag satte utländska fogdar på svenska slott. Enligt Erslev satte hon alltid danska fogdar på svenska och norska län medan Carlsson hävdar att det enda tydliga exemplet på detta är slottet Tre Kronor i Stockholm som var hennes personliga besittning men i "övrigt innehades slottslänen i Sverige så gott som genomgående av personer, som voro inländska i lagens mening." Den slutliga bedömningen av hennes ämbetstillsättningar beror på om slottsinnehavarna kan betraktas som inländska män eller inte.
Också vad gäller tillsättandet av kyrkliga ämbeten fortsatte Margareta sin fars politik med att placera handplockade personer som biskopar, för att kronan på så vis skulle kunna låna pengar av kyrkan. Det vid denna tid svaga påvedömet underlättade också detta. Redan vid Arbogakonciliet 1396 kom kyrkan i opposition mot Margareta på grund av skattetrycket och jämförde förhållandena med judarnas träldom i Egypten. Arbogakonciliet 1412 protesterade mot reduktionen av kyrkogods och hotade med interdikt om inte förhållandena ändrades.

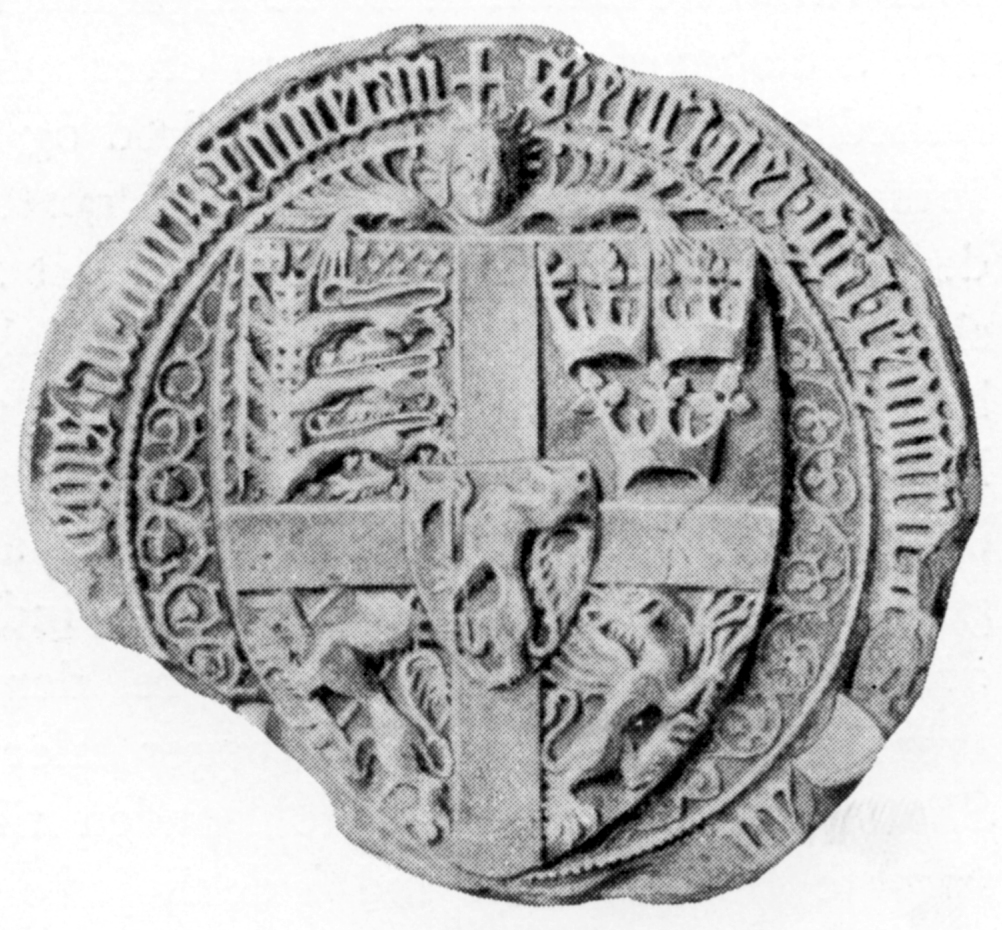
Eriks unionssigill.

Efter Margaretas död 1412 mildrades enväldet något och i Danmark fick det danska riksrådet ett större inflytande. För Sveriges del beslutade Erik om räfsteting som innebar att den tidigare godsreduktionen i någon mån upphävdes. Tillsättningarna av biskopar skedde utan öppna konflikter. Det danska danehofet inkallades 1413. Efter 1398 verkar det som om Margareta uppehöll sig mer i Sverige än i Danmark. Erik å andra sidan uppehöll sig visserligen de första åren efter 1412 regelbundet i Sverige men efter det blev hans besök i Sverige allt sällsyntare. Erik verkar inte alls ha besökt Norge efter 1412. Överlag fortsatte Erik Margaretas unionspolitik. Han donerade pengar till Vadstena kloster men placerade sina egna män som biskopar. Inflytandet för det norska riksrådet minskade och dess medlemmar saknade inflytande förutom i sina dömande uppgifter. I Norge placerades danskar som biskopar och de norska slotten Bohus, Akershus, Tunsberghus och Bergenhus omhändertogs av danska fogdar. Erik verkar ha haft ambitionen att integrera de tre unionsländerna. Unionsmöten med riksråd från de tre länderna möttes i Köpenhamn, ett unionsbanér och ett unionsvapen samt en gemensam härold för de tre rikena.
I Sverige placerade Erik danskar och tyskar som fogdar på slotten. 1434 var tyskarna Hans Kröpelin fogde på Stockholms slott och Hans av Eberstein på Gripsholms slott, danskarna Anders Nielsen på Axevalla, Jens Grim på Kalmar slott och Jösse Eriksson på Västerås slott. Även Älvsborgs slott, Nyköpingshus och Ringstaholm hade tyska eller danska fogdar. Endast vid några slott i Finland fanns medlemmar av den svenska adeln som fogdar.
Som motiv för det uppror mot Erik som utbröt i Sverige på sommaren 1434, Engelbrektsupproret, har några direkta orsaker utpekats. Det svenska riksrådet utfärdade 12 september 1434 en cirkulärskrivelse till Tyska ordens högmästare, städerna i Hansan och Norges riksråd. Riksrådet pekar på flera brister, bland annat att Erik utnämnt olämpliga män till biskopar, han har överlämnat slotten till utlänningar och genom sitt försök att utse sin farbrors son Bogislav IX av Pommern som arvinge till tronen respekterar han inte rikenas valrätt. Allmogen har tvingats betala tryckande skatter, städerna oskäliga tullar och aristokratin har tvingats delta i krig utomlands.
I november 1434 kom parterna överens om förhandlingar. Dessa ägde rum i Halmstad i april-maj 1435. Från det svenska riksrådet medverkade ärkebiskop Olof, biskoparna Knut och Sigge, riddare Nils Erengislesson samt väpnarna Knut Jonsson och Magnus Gren. Som Eriks representanter medverkade biskop Jens i Roskilde, Axel Pedersson, Erik Nielsson, Sten Basse, Morten Jensson och dekanen Hans Laxmand. Vid mötet kom man överens om att riksrådet ska tillsätta fogdar i de slott som kungen ännu kontrollerade, skatter ska beslutas gemensamt av kungen och riksrådet. Kungen lovade också att tillsätta drots och marsk i Sverige, att rikshövitsmannen Engelbrekt Engelbrektsson skulle få Örebro slott och län på livstid och Erik Puke skulle få Rasbo hundare på livstid. I juni träffades riksrådet i Uppsala där man ratificerade överenskommelsen från Halmstad men i ratifikationsbrevet utvecklade riksrådet hur man tolkade överenskommelsen: kungen skulle styra riket i enlighet med riksrådet och lagen.
På hösten 1435 kom Erik till Stockholm och den 14 oktober slöts en förlikning där Erik erkänns som kung om han garanterar sina löften från kungavalet och att följa Sverige lagliga styrelseskick. Erik lovade också att utnämna drots och marsk. Vad gäller tillsättandet av fogdar skulle kungen få utnämna danskar eller norrmän till fogdar vid slotten i Stockholm, Nyköping och Kalmar. För övriga slott skulle kungen efterhöra rådets mening men vid oenighet fattade kungen det avgörande beslutet om vilken svensk som skulle bli fogde. Kungen utsåg den lojale Krister Nilsson (Vasa) till drots och Karl Knutsson (Bonde) till marsk.
Upproret i Sverige utbröt dock snart på nytt och parterna möttes i Kalmar i juli 1436. Från förhandlingarna i Kalmar finns ett förslag på en ny unionsakt som verkar komma från den svenska sidan. Carlsson (1945) gissar att upphovsmannen bakom är biskopen i Strängnäs Tomas Simonsson medan Lönnroth (1969) gissar på någon inom svenska kyrkan med förbindelser till det då pågående kyrkokonciliet i Basel. Förslaget är tydligt utformat med 1397 års unionsbrev som förebild. I förslaget saknas punkterna om drottning Margaretas rättigheter men tilläggen handlar om att garantera de tre staternas inre oavhängighet, garantera deras inflytande på utrikespolitiken och förhindra centraliseringen av makten. Varje rike skulle ha en centralförvaltning med drots och marsk; drotsen skulle då fungera som vicekung i kungens frånvaro och sköta rättsvården medan marsken skulle vara överbefälhavare för de militära styrkorna. Varje rike skulle också ha en rikshovmästare och en hovkansler. Kungen skulle uppehålla sig fyra månader om året i varje rike och alltid följas av två rådsherrar från varje rike. Vid krig skulle de tre rikena uppträda gemensamt men offensiva krig krävde samtycke från alla tre rikenas riksråd. Vid val av ny unionskonung ska ett allnordiskt unionsmöte utlysas till Halmstad med fyrtio ledamöter från varje rike. Dessa ledamöter skulle representera hela befolkningen, inte bara kyrkan och aristokratin utan även köpstäderna och bönderna. Unionsmötet skulle i första hand välja någon av den avlidne konungens söner till ny kung. Om en sådan saknades kunde unionsmötet söka en ny kung från annat håll.
Förslaget om ny unionsakt gick inte igenom. Den 1 september var man överens om att Erik åter skulle erkännas som svensk kung men att han skulle regera Sverige efter landslagen och riksrådet. Frågor om sänkt skatt för allmogen och bestraffning av fogdar lämnades därhän. Det svenska riksrådet och Erik hade kommit överens om att mötas i Söderköping i september för att kunna besluta om länsförvaltningen och annat. Erik kom dock inte dit och riksråden fördelade slottslänen på eget bevåg och konungens fogdar avlägsnades. Erik själv sanktionerade inte beslutet och han kom inte heller till nya möten med riksrådet. I Danmark blev det konflikt mellan Erik och det danska riksrådet då han påsken 1438 förlänade fyra danska slott till sina pommerska släktingar och han försökte också få rådet att erkänna Bogislav som riksföreståndare, vilket rådet vägrade. Han tvingade allmogen på Själland att svära trohetsed till Bogislav och seglade därefter till Gotland med statskassan.
De danska och svenska riksråden möttes i juli 1438 i Kalmar där de bekräftade unionen med evig fred mellan de tre rikena, ömsesidig hjälp vid krig och vart rikes oavhängighet. Vad gäller kungaval var man överens om att inget av rikena skulle på egen hand välja ny kung utan att först förhandla med de andra rikena. Överenskommelsen bekräftades vid ett nytt möte i Jönköping i november 1439 där man enades om att mötas i Kalmar till midsommar 1440 för att enas om en ny konstitution samt välja unionskung.
Eriks försök att få till stånd ett förbund mellan sig själv, Preussen och Burgunds regent Filip den gode för att erövra Helsingborg och Helsingör uppfattades som hotfullt i Danmark och därför valdes Eriks 24-årige systerson Kristofer av Bayern till kung av Danmark den 9 april 1440. Det svenska riksrådet lyckades få Kristofer att avge några garantier för att inte tidigare förhållanden skulle upprepas. I sin handfästning lovade Kristoffer att styra Sverige i enlighet med rådets vilja och rådet fick igenom sitt rådskonstitutionalistiska program, regime politicum, som den kämpat för. Den 14 augusti 1441 kröntes han till kung av Sverige i Uppsala domkyrka. Han kröntes till kung av Norge i Oslo 1442 och därefter kröntes han i Danmark vid en ceremoni i Ribe domkyrka. Från den danska kröningen finns en attest av vilken framgår att Kristofer då kröntes till archirex, ärkekonung.

## Unionen under Kristofer
Kristofer gifte sig i Köpenhamn 1445 med Dorotea av Brandenburg och hon kröntes då i närvaro av biskopar från de tre rikena till unionsdrottning.
Kristofer fördelade sin tid lika mellan Danmark och Sverige, däremot kan det inte styrkas att han besökte Norge efter kröningen i Oslo. I sin handfästning hade han lovat att dela sin tid lika mellan de tre rikena men detta uppfylldes alltså inte vad gäller Norge. Det norska riksrådet hade en självständighet som annars saknar motsvarighet i Norges senmedeltida historia. Det norska riksrådet bestod av infödda norrmän eller män som var ingifta i norska släkter. Av praktiska orsaker delades det i två, det ena med säte i Oslo, det andra med säte i Bergen. I Sverige hade det svenska riksrådet ett fast grepp över skatteuppbörden, i Norge fördes skattemedlen till det kungliga kansliet i Köpenhamn.
Carlsson (1945) hävdar att det finns trovärdiga vittnesmål om att det under Kristofers tid som unionsmonark verkligen utfärdades ett nytt unionsbrev som låg nära 1436 års förslag om unionsakt och att detta unionsbrev utfärdades i Stockholm. Oavsett om detta skedde eller inte präglades Kristofers regeringstid av regime politicum där regerandet skedde i enlighet med varje rikes lag och i samarbete med riksråden. Varken i Norge eller i Sverige fanns det andra än infödda länsinnehavare. I Sverige gynnade han de i högadeln som var unionsvänliga och vid sin frånvaro tillsatte han ett regeringskollegium med ärkebiskop Nils Ragvaldsson, Bengt Jönsson (Oxenstierna), Erengisle Nilsson den yngre och Magnus Gren. Kristofer respekterade också den kyrkliga friheten och den kyrkliga oppositionen mot statsmakten som funnits tidigare saknades under denna period.

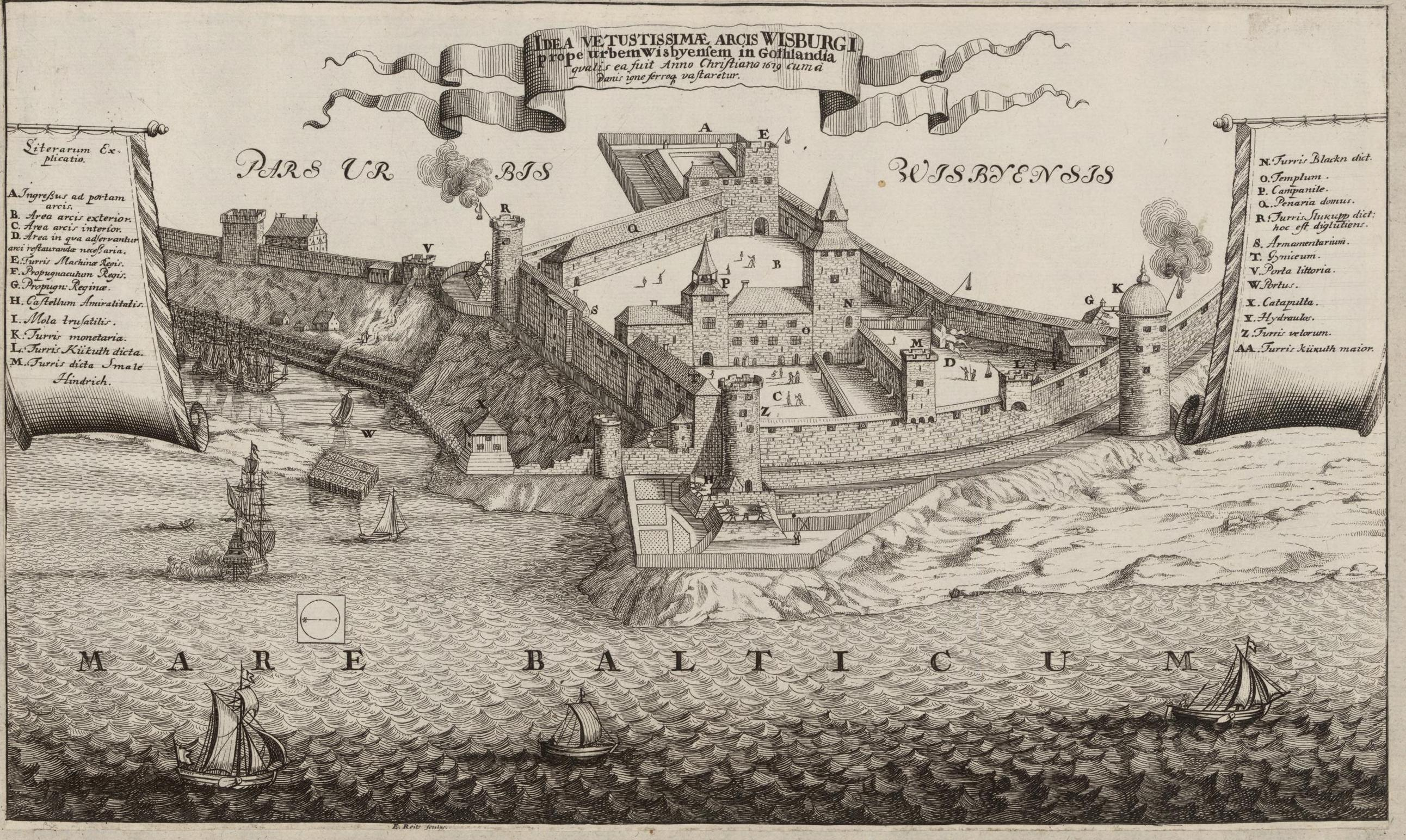
Visborgs fästning i Visby.

Kristofer var under hela sin regeringstid sysselsatt med att få kontroll över Gotland där den avsatte kung Erik med Visborgs fästning som bas ansvarade för en sjörövarflotta som härjade Östersjön. Eriks bundsförvanter Filip den gode och de holländska sjöfartsstäderna övergav honom efter att Kristofer slöt ett handelspolitiskt fördrag med dem sommaren 1441. År 1443 fick Erik istället stöd av de vendiska hansestäderna då Kristofer inte velat bekräfta deras handelsprivilegier i Sverige och Norge. Dessa medverkade som medlare och vid förhandlingar mellan Erik och Kristofer. Efter att Kristofer slutligen bekräftat dessas privilegier 1445 distanserade de sig från Erik och denne sökte istället stöd hos Tyska orden. I augusti 1446 seglade Kristofer till Gotland med 2 000 man trupper och riksråd från de tre rikena och där mötte han Erik för förhandlingar i Västergarn. Erik krävde att få Gotland och Linköpings stift alternativt Gotland och 200 000 lödiga mark för att erkänna att Gotland tillhörde Sverige. Detta förkastades och förhandlingarna misslyckades, ehuru man kom överens om 18 månaders vapenvila. Unionen ingick i januari 1447 ett förbund med Tyska ordens ordensmästare för krig mot ryssarna. Orden gick dock i krig mot Novgorodriket ensamma och deras inflytande i tvisten om Gotland sänktes betydligt. Kristofer hade därför med unionens utrikespolitik lyckats isolera Erik. En ny möjlighet att få till stånd en lösning uppkom 1447 när Eriks kusin Bogislav IX dog vilket gjorde Erik till hertig av Pommern-Stolp och, menar Larsson (1997), därmed fanns en möjlighet att få Erik att överge Gotland. Kristofer blev dock hastigt sjuk julen 1447 och dog i början av januari 1448.

## Unionen splittras
I Sverige kallade man till ständermöte i Stockholm och där valdes, under något oklara omständigheter, Karl Knutsson (Bonde) till svensk kung den 20 juni 1448. Den snabba händelseutvecklingen tolkar Larsson (1997) som att Karl ville bli vald till svensk kung för att sedan kunna lansera sig som dansk tronkandidat.
Inom det danska riksrådet fanns det olika uppfattningar om unionskungen skulle hämtas inom den nordiska högadeln eller utifrån. En fraktion inom riksrådet vände sig till Adolf VIII av Holstein, då ett val av Adolf till dansk kung skulle förena hertigdömet Schleswig med kungariket Danmark. Adolf föreslog istället sin egen systerson, Kristian, greve av Oldenburg. Ett val av Kristian skulle också lösa problemet med den stora morgongåva som skulle utfalla till änkedrottningen Dorotea då hennes make avlidit: om Kristian gifte sig med henne skulle detta inte bli nödvändigt. Den 28 juni bekräftade Kristian den så kallade Constitutio Valdemariana, Valdemar III:s handfästning från 1326 som garanterade att hertigdömet Schleswig och kungariket Danmark aldrig skulle förenas under en och samma regent. Den 28 september valdes Kristian till kung av Danmark vid landstinget i Viborg; en månad senare kröntes han i Köpenhamn samtidigt som han gifte sig med den 18-åriga änkedrottningen.

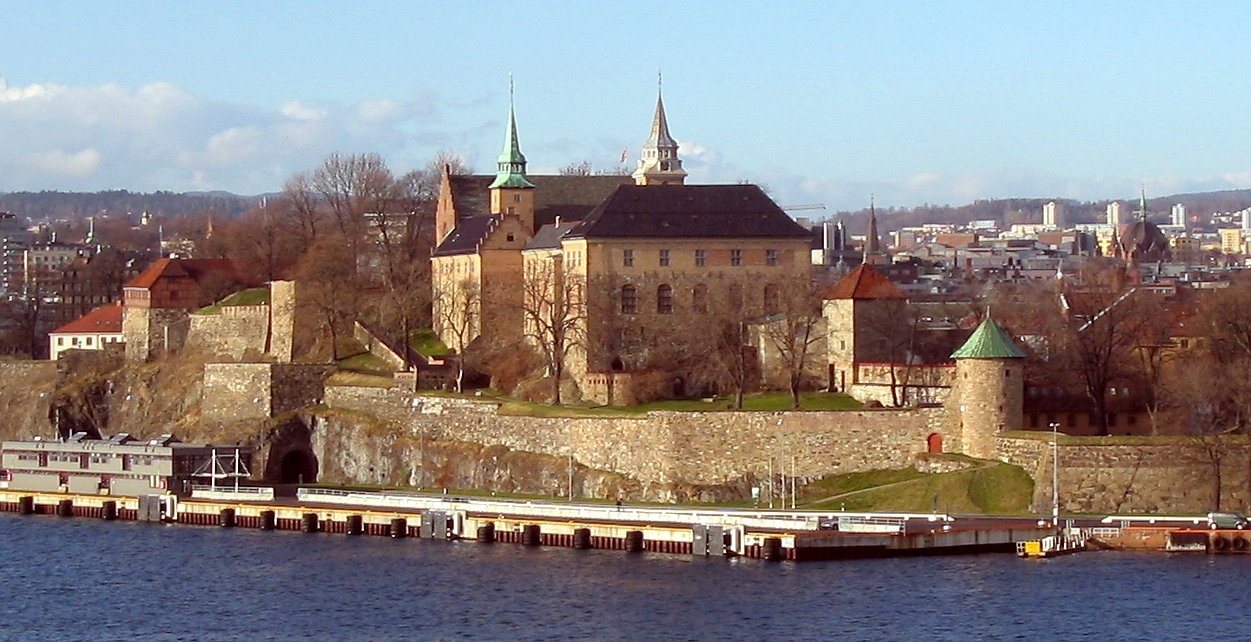
Akershus fästning.

Efter detta följde en strid att bli utnämnd till kung i Norge. Ledande i norska riksrådet var Hartvig Krummedige, fogde på Akershus och den danske biskopen Jens Jakobsson och dessa fick med sig majoriteten i rådet för att i mars 1449 inbjuda Kristian till förhandlingar om det norska kungavalet. Kristian kom till Marstrand vid midsommar 1449 och blev vald till kung av Norge. Därefter utsåg han ärkebiskop Aslak Bolt och adelsmannen Sigurd Jonsson till riksföreståndare och lovade att återkomma följande sommar för att krönas. En mindre grupp rådsherrar ville istället ha Karl som kung och under sommaren 1449 hyllades denne som kung på olika östnorska landsting. I oktober 1449 kom Karl till Norge med 500 ryttare där han hyllades som kung på olika ställen. I Nidarosdomen kröntes Karl den 20 november av den norske ärkebiskopen till kung av Norge. Vid nyårstid försökte Karl med stora beridna styrkor erövra Oslo-området och Akershus fästning. En militär erövring visade sig snabbt vara omöjlig och vapenvila ingicks.
Några veckor efter att Karl blivit svensk kung försökte han också militärt erövra Gotland från Erik. Landsbygden erövrades snabbt och i början av december 1448 kunde de svenska trupperna erövra Visby, dock inte Visborgs fästning. Erik lovade att den 20 april 1449 överlämna Visborg om han erhöll Borgholms slott och Öland som förläning på livstid. Erik hade dock samtidigt kontakt med Kristian som erbjöd honom tre danska slottslän samt 10 000 gulden per år om han överlämnade Visborg till denne. Den danska flottan kom till Visby med förstärkningar och i april 1449 överlämnade Erik Visborg till den danske marsken Olof Axelsson (Tott). Detta ledde till ett nytt försök av svenskarna att erövra Visborg. Den danska flottan inledde en blockad av ön som så småningom ledde till att svenskarna lämnade ön. Frågan om vilket land som skulle ha kontroll över ön hänsköts till förhandlingar i Halmstad i maj 1450.
Förhandlingarna i Halmstad innebar att Danmark och Sverige kom överens om att evig fred skulle råda mellan länderna från och med den 29 juli 1450. De svenska och danska rådsrepresentanterna enades också om en ny unionstraktat som i sak bygger på avtalet från Kalmar 1438: evig fred mellan de tre rikena, ömsesidig hjälp vid krig och vart rikes oavhängighet. Mötet enades också om hur man skulle lösa situationen där det fanns två kungar i de tre unionsländerna. När endera av antingen Karl eller Kristofer avled ska tolv riksråd från varje rike mötas i Halmstad för att besluta om man kan välja den överlevande till unionskung. Om man inte kan enas ska riksföreståndare tillsättas i det land som saknar kung och när även den överlevande kungen avlidit ska man åter mötas i Halmstad för att välja unionskung. Om det finns lämpliga kungasöner ska någon av dessa väljas. En utlänning kan inte väljas till unionskung; denne ska vara född i Danmark eller Sverige. Lönnroth (1969) kallar detta för "en av 1400-talets helgjutnaste statsakter i Norden" medan Harrison (2002) menar att "detta beslut var i praktiken helt orealistiskt". I övrigt beslöt mötet att Karl skulle avstå Norge till Kristian; frågan om Gotlands framtid sköts på framtiden.
Karl ratificerade Halmstadmötets beslut om Norge i juni 1450 men med förbehållet att han ville behålla sin norska kungatitel. Att Karl gav upp Norge så lätt kan förklaras av att Kristian stöddes av en majoritet av det norska riksrådet, han hade kontroll över alla norska slott av betydelse och han hade möjlighet att hävda sina anspråk med militär makt. Den 29 juli 1450 kröntes Kristian i Nidarosdomen i närvaro av hela det norska riksrådet. Den 29 augusti undertecknades ett unionsavtal mellan Danmark och Norge där de två länderna enades om att fortsätta vara förenade i union under en kung. I avtalet enades man också om att när kungen avled skulle riksråden från de två länderna mötas i Halmstad för att i första hand välja en son till den avlidne till ny kung eller i andra hand någon annan de fann lämplig.

## Förnyad union under Kristian I
Halmstadmötets överenskommelse om en evig fred mellan Danmark och Sverige kom snabbt på skam och de närmaste åren präglades av ideliga militära sammandrabbningar mellan de två länderna. I Sverige kom det att växa fram en opposition mot Karl och i februari 1457 valde han att gå i exil till Danzig. Några veckor senare valde riksrådet ärkebiskop Jöns Bengtsson (Oxenstierna) och Erik Axelsson (Tott) till riksföreståndare. I slutet av mars 1457 förklarade sig Kristian som pretendent på den svenska kungatronen och att därvid erkänna alla existerande privilegier och lagar, att den svenska adeln skulle återfå de gods de ägde i Danmark och Norge och att erkänna Sveriges överhöghet över Gotland, Öland och Älvsborg. Kristian kom till Stockholm i juni och den 2 juli valdes han till Sveriges kung. I hans kungaförsäkran bekräftade Kristian att tidigare unionsavtal skulle fortsätta gälla.
I januari 1458 möttes de tre rikenas riksråd i Skara och där valde de norska och svenska riksråden Kristians son Hans till tronföljare i Norge och Sverige. Det danska riksrådet hade tidigare gett samma löfte.
I mars valdes Kristian till greve av Holstein och hertig av Schleswig och hade därmed lyckats med det som Erik av Pommern aldrig lyckades med: att ta kontroll över de två landskapen. Men priset för detta var 123 000 rhenska gyllen, ett värde som motsvarar 6 ton silver. För att betala detta krävdes nya skatter vilket ledde till uppror i Sverige 1463–1464 och att Karl åter valdes till svensk kung för en tid under 1464–1465 och 1467–1470. Förhandlingar om att åter erkänna Kristian som svensk kung ledde ingenstans och denne försökte sätta kraft bakom sina krav på den svenska tronen med militära aktioner i Sverige. Under andra halvan av 1460-talet rådde inbördeskrig mellan å ena sidan en fraktion bestående av släkten Oxenstierna och gränsadeln som stödde Kristian, å andra sidan Karl och dennes släktingar samt de inflytelserika Axelssönerna.
Efter Karl Knutssons bortgång 1470 valdes Sten Sture den äldre, Karl Knutssons halvsysters son, till riksföreståndare. I juni hävdade Kristian sin rätt till den svenska tronen. Svenskar och danskar har träffats i Kungsäter för förhandlingar vars resultat är omtvistat. Enligt ett bevarat svenskt förslag till fredsavtal skulle man mötas på nytt på Stegeborgs slott för att lösa konflikten mellan Kristian och Axelssönerna och därefter skulle Kristian erkännas som unionskung med de villkor som de tre rikenas riksråd kunde enas om. I juni kom Kristian med den danska flottan till Stockholm. Parterna enades om ett stillestånd i striderna. Medan Sten Sture rekryterade en bondehär i Närke och Östergötland lät sig Kristian hyllas av Upplands landsting som Sveriges kung. Den 10 oktober 1471 möttes de två parterna i en militär sammandrabbning, slaget vid Brunkeberg, som Kristian förlorade.
Historikern Gottfrid Carlsson har hävdat att det efter 1471 inte fanns något parti i Sverige som stödde principen om en nordisk union för dess egen skull; senare stöd för unionen skulle vara grundat på opportunistiska skäl för att skydda sig mot en maktfullkomlig riksföreståndare.
Kristians enda möjlighet att kunna återfå den svenska kungatronen blev förhandlingar. De två sidorna möttes för nya förhandlingar i Kalmar 1476, där Sten Sture själv deltog medan Kristian uppehöll sig i Ronneby. I Kalmar var man bland annat överens om en upprorsparagraf med rätt för adeln att under vissa villkor starta uppror mot kungen och att om kungen dör ska de tre rikenas representanter mötas i antingen Halmstad eller Nya Lödöse för att där välja ny kung. Frågan om Kristian skulle erkännas som kung gick vidare till riksmötet i Strängnäs på sommaren 1476 där man sade nej till att erkänna Kristian.

## Unionen under Hans
Kristian avled den 21 maj 1481. Sonen Hans hade ju redan valts till tronföljare i både Norge och Sverige men när det norska riksrådet möttes i augusti 1481 visade det sig att det fanns missnöje med Kristians styre. Norge ville ha tillbaka Shetlandsöarna och Orkneyöarna som pantsatts till Skottland 1469, förbud mot utlänningars handelssjöfart till Island och man var missnöjd med att Norges slott och län getts till utlänningar. I augusti 1482 hölls ett nytt unionsmöte i Kalmar, där dock norrmännen inte deltog. Vid mötet kom man överens om ett nytt unionsavtal som byggde på det tidigare mötet i Kalmar 1476 och som band unionskungen genom hårda garantier för aristokratins inflytande. Med detta nya unionsavtal kunde även det svenska riksrådet ställa sig bakom att åter erkänna unionen mellan de tre rikena. I Kalmar beslutade man också att mötas på nytt i Halmstad i januari 1483 för att välja unionskung.
I Halmstad möttes representanter för de tre rikena i januari 1483 för att välja Hans till unionskung i enlighet med unionsavtalet från 1482. När de svenska representanterna kom saknade de fullmakt för att välja kung, men Hans blev ändå vald till kung i Danmark och Norge. Man kom överens om att mötas på nytt i Kalmar följande år. Genom Kalmar recess från 1483 kom man överens om vilka villkor som skulle gälla för Sverige åter skulle gå in i unionen. Avtalet innefattar 50 paragrafer där kungen måste respektera varje rikes lag och sedvänjor, respektera adelns och kyrkans privilegier, arbeta för att Norge skulle återfå de pantsatta öarna och så vidare. Det enda villkoret för att unionen skulle träda i kraft var att Hans skulle komma till Kalmar följande sommar för att där väljas till svensk kung. Detta möte kom också till stånd men utan att Hans närvarade. Vilken anledning Hans hade att inte komma är okänt men enligt Larsson (1997) är det troligast att han ansåg att handfästningens villkor var alltför hårda.
Hans nöjde sig tills vidare med att vara kung över Danmark och Norge. Han hade visserligen tvingats avge en kungaförsäkran som gav stor makt till riksrådet men som kung såg han till att rekrytera män från lågadeln och borgerskapet till sitt kansli och sin räntekammare eller som fogdar och biskopar. Den svenske riksföreståndaren Sten Sture den äldre hade väsentligt mer makt än vad Kalmar recess skulle ha gett unionskungen och detta måste den svenska högadeln ha varit medveten om. Sten Sture hamnade i en konflikt med kyrkan om bland annat utnämningar till kyrkliga ämbeten och rätten att testamentera kronojord till kyrkan och det är troligen oppositionen i Sverige som har fått Sten Sture att 1494 få till stånd förhandlingar i Nya Lödöse om att Sverige åter skulle ansluta sig till unionen. Där enades man om att mötas i Kalmar midsommar 1495 för att bekräfta Kalmar recess. Det svenska riksrådet godkände i augusti 1494 förhandlingsresultatet. Riksdagen i Linköping i mars 1495 godkände också detta men ville inte att Hans skulle väljas till unionskung. Till mötet i Kalmar kom Hans med en dansk delegation men efter att ha väntat sex veckor på svenskarna reste de hem igen.

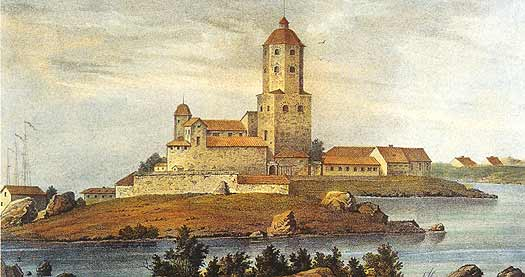
Viborgs slott.

Ryssarna hade 1495 anfallit den svenska gränsfästningen Viborg men de svenska trupperna hade kunnat gå till motanfall, bland annat mot Ingermanland. Sten Sture ville dock ha fred med Ryssland för att kunna möta det militära hotet från Danmark då Hans hotat att gå till anfall om svenskarna inte kunde garantera att de skulle välja honom till kung. I mars 1497 möttes det svenska riksrådet i Stockholm. Oppositionen ville avsätta Sten Sture som riksföreståndare men denne vägrade med motiveringen att han inte var vald av riksrådet utan av Arboga möte 1471 och att endast ett sådant möte kunde avsätta honom. I juni utbröt inbördeskrig men det bondeuppbåd som Sten Sture samlat besegrades av Hans sachsiska legotrupper vid slaget vid Rotebro. Efter förhandlingar enades parterna den 6 oktober 1497 att Sten Sture skulle avgå som riksföreståndare och att Hans skulle väljas till kung i enlighet med Kalmar recess. Hans valdes den 25 november och kröntes dagen efter i Storkyrkan. I de överläggningar som Hans därefter gjorde med det svenska riksrådet fick han rätt att tillsätta danska och norska fogdar på sina egna fataburslän. Riksrådet samtyckte också till att Hans son Kristian skulle erkännas som svensk tronföljare.
Sten Sture kompenserades med att få hela Åbo stift och Nyköpings län som tjänsteförläning på livstid och valdes också av kungen till hovmästare. Som hovmästare ingick han tillsammans med ärkebiskopen Jakob Ulvsson, Linköpings biskop Henrik Tidemansson och marsken Svante Nilsson (Sture), en kvartett med stora interna motsättningar, i den grupp som skulle styra riket när kungen var utomlands. Missnöjet med Hans regim spred sig snart, särskilt med hur de danska fogdarna uppträdde och de tidigare fienderna Sten Sture, ärkebiskopen och Svante Nilsson kunde snart förenas i opposition mot kungen. När det svenska riksrådet möttes i juni 1501 krävde rådet att endast svenskar skulle få inneha slotten i enlighet med Kalmar recess, trots att riksrådets främsta medlemmar medgett undantag. Kungen vägrade att gå med på det
I början av augusti möttes sju av riksråden, däribland Sten Sture, Svante Nilsson, Hemming Gadh och den norske riddaren Knut Alvsson (Tre Rosor) i Vadstena där de med hänvisning till upprorsparagrafen i Kalmar recess uppsade tro och lydnad till kungen och proklamerade uppror. Sten Sture valdes till riksföreståndare. Stockholms slott belägrades och drottning Kristina tvingades ge upp slottet i maj 1502. I mars 1502 kontrollerade Knut Alvsson Tunsberghus och Akershus och belägrade Bohus fästning som kontrollerades av Henrik Krummedige. Kung Hans hade under våren värvat tyska och skotska legotrupper och dessa undsatte Bohus fästning och erövrade sedan Älvsborgs fästning. Under ledning av Henrik Krummedige kunde Tunsbergshus återerövras och Akershus belägras. Knut Alvsson kom till Oslo för att inleda förhandlingar med Henrik Krummedige. Förhandlingarna ägde rum på Krummediges skepp den 18 augusti men trots fri lejd blev Knut Alvsson ihjälslagen. Med hans död var upproret i Norge över.
Eftervärldens bild av Knut Alvsson har varierat. I Povl Helgesens Skibbykrönikan från 1500-talet är han en medelmåtta som utnyttjas av de svenska upprorsmakarna medan den norske författaren Henrik Ibsen såg honom som en nationell martyr. Knut Alvssons kamp har tolkats som en kamp för en svensk-norsk adelsunion, ett försök att föra Norge ur unionen med Danmark eller bara en kamp för att återfå sina beslagtagna gods.
Drottning Kristina hade tillfångatagits när Stockholm erövrades 1502. Handelsmännen i Lübeck var angelägna att striderna upphörde och genom deras förmedling kom parterna överens om att släppa drottningen. Hon överlämnades vid den dansk-svenska gränsen i december 1503 men på vägen tillbaka till Jönköping blev riksföreståndaren Sten Sture sjuk och avled. Till ny riksföreståndare valdes Svante Nilsson. Danmark och Sverige möttes i fredsförhandlingar i maj 1504 i Köpenhamn och där kom man överens om att riksråden från de tre rikena skulle mötas i Kalmar i juni 1505 för att lösa stridigheterna genom förhandlingar eller rättegång. I februari 1505 meddelade det svenska riksrådet det danska att man måste skjuta på förhandlingarna. Detta tog det danska riksrådet ingen notis om utan i juni kom Hans till Kalmar med det danska och det norska riksrådet samt Jakob IV av Skottland, Joakim I av Brandenburg, representanter för den tyske kejsaren och några nordtyska städer. Eftersom svenskarna inte kom tillsattes en domstol av de danska och norska riksråden. Hans anklagade Sten Sture, Svante Nilsson och deras anhängare för majestätsbrott. Domstolen ansåg att de tilltalade var skyldiga och dömde dessa att förlora äran, frihet, privilegier och gods. Domstolen bad den tyske kejsaren att stadfästa domen och att förbjuda alla kristna att driva handel med, förhandla med eller på något sätt stödja de skyldiga. I samband med domen avrättades flera borgare i Kalmar, en händelse som har gått till historien som Kalmar blodbad.
Det svenska riksrådet protesterade mot domen och förklarade sig vara villigt att förhandla. Parterna möttes i Malmö på sommaren 1506 där svenskarna fick välja en av tre alternativ: Åter erkänna Hans som kung, erkänna hans son Kristian som kung eller att betala en årlig tribut. Mötet avslutades utan något resultat. Kalmardomen anhängiggjordes i oktober vid det Tysk-romerska rikets kammarrätt där tio svenskar dömdes som upprorsmakare och alla Sveriges invånare vara "i rikets akt", det vill säga bannlysta. Domen innebar ett förbud för de tyska städerna att handla med Sverige. I augusti 1507 kom en handelsdelegation från Lübeck till Stockholm för att meddela att handeln nu avbröts samtidigt som man erbjöd sig vara medlare. Under 1508 och 1509 rådde vapenvila och förhandlingar mellan parterna. Genom freden i Köpenhamn den 17 augusti 1509 erkändes Hans principiella rätt till den svenska tronen och svenskarna lovade att betala en årlig tribut på 13 000 mark per år.
Inom det svenska riksrådet rådde det dock oenighet om fredsavtalet. I maj-juni 1510 möttes riksrådet i Stockholm och beslutade att vägra betala tributen. Kriget utbröt på nytt mellan Danmark och Sverige. I Sverige fanns det en krigströtthet och rådet uppmanade 1511 Svante Nilsson att avgå. Denne vägrade dock. Svante Nilssons plötsliga död den 2 januari 1512 gjorde att det fanns förutsättningar att förhandla om fred och i april 1512 slöt parterna fred igen. Villkoren var att Sverige skulle erkänna Köpenhamns-freden och att ett nytt unionsmöte skulle hållas sommaren 1513 i Köpenhamn.

## Unionen upphör

### Sverige lämnar unionen
Kung Hans avled i februari 1513 och unionsmötet blev uppskjutet två år till juni 1515. Även detta möte blev uppskjutet två år till ett möte i Halmstad i februari 1517. De svenska representanterna vägrade välja mellan att erkänna Kristian II som kung eller att betala en årlig tribut. Med anledning av Stäkets rivning hade Lunds ärkebiskop Birger Gunnersen bannlyst den svenske riksföreståndaren Sten Sture den yngre. Kristian kunde därför gå i krig med motiveringen att det var en kristen plikt. Riksföreståndaren skadades allvarligt i januari 1520 vid slaget på Åsundens is och dog kort efteråt. En grupp inom det svenska riksrådet inledde förhandlingar med Kristian och den 6 mars 1520 erkändes han som Sveriges kung. Sturepartiet, anhängarna kring den bortgångne riksföreståndaren, stod dock inte bakom denna överenskommelse och Kristian var tvungen att utlova en amnesti innan Sturepartiet överlämnade Stockholms slott i september 1520.
Kristian kröntes i Stockholm i november 1520 och efter tre dagars kröningsfestligheter följde Stockholms blodbad där Sturepartiet och deras anhängare avrättades som kättare. Kristian lämnade Sverige i januari 1521 och överlämnade ansvaret till riksrådet, däribland hans handgångne man Didrik Slagheck, biskopen av Odense och Strängnäs Jens Beldenak, ärkebiskop Gustav Trolle samt biskopen i Västerås Otto Svinhuvud. Uppror utbröt i Småland. I juni 1521 arresterades Didrik Slagheck av riksrådet och istället utnämndes Gustav Trolle till riksföreståndare. Uppror utbröt även i Värmland och i augusti 1521 valdes Dalarnas hövitsman Gustav Vasa till riksföreståndare i Vadstena rådhus.
I Danmark hotades Kristian av ett adelsuppror där adeln samlats kring hans farbror Fredrik av Holstein. Denne valdes i mars 1523 till ny dansk kung medan Kristian flydde utomlands. I samband med kungavalet föreslogs ett nytt unionsmöte för att förnya unionen. Detta blev inte fallet utan i Sverige valdes Gustav Vasa till kung den 6 juni 1523. Fredrik och Gustav möttes i Malmö i augusti 1524 där Sverige uppgav sina krav på Bohuslän, Blekinge och Gotland medan Fredrik uppgav sitt krav på Sveriges tron.
Historikern Erik Lönnroth sätter in unionsupplösningen i ett större sammanhang och menar att unionstanken underminerades av förändringar i Skandinaviens omvärld. Unionstanken hade gynnats av att omvärlden uppfattades som fientlig men i början av 1500-talet hade detta förändrats. Hansans stora inflytande hade i viss mån neutraliserats av holländska handelsmän, Tyska orden befann sig i upplösning, de nordtyska furstarna som tidigare haft så stort inflytande saknade militära resurser och inte heller ryssarna uppfattades av Sverige som något särskilt hot.

### Norge förlorar sin självständighet
Unionsavtalet mellan Danmark och Norge från 1450 var fortfarande i kraft och i augusti 1523 kom två danska riksråd, Vincens Lunge och Henrik Krummedige, till Norge för att få Fredrik erkänd som kung av Norge. Det norska riksrådet hade under lång tid haft få möten och var splittrade mellan olika intressen. 1524 fick rådet dock en kraftfull ledare i den nyutnämnde ärkebiskopen Olav Engelbrektsson och denne fick riksrådet att kräva en handfästning där kungen skulle lova att den norska kyrkan skulle slippa "det lutherska kätteriet" samt att endast norrmän eller ingifta danskar skulle få län. Detta gick kungen med på; Vincens Lunge blev länsherre på Bergenhus, den norske adelsmannen Olav Galle på Akershus fästning. Så snart kungen kände sig säker på tronen placerade han dock åter ut danskar som länsherrar. Dessa blev också medlemmar i riksrådet och ärkebiskopens inflytande i riksrådet minskade.
År 1529 kom kronprinsen Kristian till Norge med 14 skepp och 1 500 man som plundrade klenoderna i Mariakyrkan i Oslo. Alla abbotar och abbedissor i Norge blev avsatta och klostren överlämnades till kungatrogna. Inför detta hot tillkallade ärkebiskopen hjälp från den avsatte kungen Kristian II som kom till Oslo med skepp och en styrka på 2 000 legosoldater. Riksråden från södra Norge hyllade Kristian II som kung men hans styrkor kunde inte erövra fästningarna Akershus eller Bergenhus och på våren 1532 besegrades han av en dansk-tysk styrka på 6 000 man som kom till Oslo. Kristian II blev lovad fri lejd men istället blev han tillfångatagen och blev inspärrad för resten av livet, till att börja med på Sönderborgs slott.
Efter Fredriks död 1533 utbröt inbördeskrig i Danmark, grevefejden, där båda sidor slogs för varsin luthersk tronpretendent, Kristian II och Kristian III. I Norge tog riksrådet över makten och där stödde de flesta Kristian III, dock inte biskoparna som uppfattade dennes protestantism som ett hot mot katolska kyrkan. Den norske ärkebiskopen lanserade istället Kristian II:s svärson Fredrik II av Pfalz som kandidat till tronen och försökte starta en revolt i södra Norge som dock blev brutalt nedslagen. I oktober 1536 valdes Kristian III till kung i Danmark och i sin handfästning lovade Kristian att Norge inte längre skulle vara ett oavhängigt rike utan en del av Danmark och att det norska riksrådet skulle avskaffas. På våren 1537 kunde danska trupper erövra den norska ärkebiskopsborgen Steinviksholm, straffa alla som stött ärkebiskopen och konfiskera kyrkans gods. Snart kunde Kristian III också tillsätta lutherska biskopar i Norge.
I Norge var riksrådet splittrat, både av intressen och av geografin. De norska länen var sedan tidigare förlänade till danska adelsmän, handelsavtal med Hansan om privilegier i Bergen beslutades i Danmark. Detta kan förklara varför Norges nedgradering från självständigt rike till kronland inte mötte starkare motstånd; Kristian III:s beslut var endast en formalisering av rådande praxis.

## Eftervärldens bild
Erik Gustaf Geijer publicerade 1832 Svenska folkets historia där han angående Kalmarunionen skrev "En händelse som ser ut som en tanke" och menade att unionen för eftervärlden verkade vara planerad när den i själva verket tillkom av en slump.
Kungliga bibliotekets överbibliotekarie Gustaf Edvard Klemming publicerade 1866–1868 Karlskrönikan och Sturekrönikan och deras tendentiösa syn på unionen kom att påverka forskningen för lång tid framåt. Från mitten av 1800-talet publicerades också en mängd medeltida originaldokument, diplomatarium, ur danska, norska och svenska arkiv och detta innebar att historiker som Carl Gustaf Styffe, Carl Ferdinand Allen, Caspar Paludan-Müller och andra hade detaljkunskaper som tidigare saknades. Den vid tiden förhärskande skandinavismen gjorde att dessa intog en viss utgångspunkt när de skrev om skandinavisk historia som senare historiker saknade. Deras påverkan av de svenska rimkrönikorna gjorde också att de tolkade händelserna i Sverige som en nationell befrielsekamp där allmogen kämpade mot den danske unionskungens våldsregim.
Från omkring 1900 börjar forskare intressera sig för att kritiskt granska källdokumenten. Historiker som Kristian Erslev, Gottfrid Carlsson, Arnold Heise och Absalon Taranger stödde ofta sina resultat på tolkningar av källdokumenten medan de berättande källorna kom i andra hand. Från 1920-talet och framåt blir personskildringarna mer nyanserade och mindre av hjälte- eller skurkporträtt. Uppfattningen att unionens inre problem berodde på strider mellan å ena sidan den danske kungen och hans anhängare i den svenska aristokratin och å andra sidan Karl Knutsson eller Sturepartiet med stöd av den svenska allmogen fanns kvar långt fram i tiden. Historikern Erik Lönnroth ifrågasatte rimkrönikornas värde som källa och ansåg att unionens problem berodde på en strid mellan två statsteorier: regime regale där makten ligger hos kungen och regime politicum där kungen är kontrollerad av sitt riksråd och sin handfästning. Lönnroths grundsyn på hur de politiska striderna ska förstås har med tiden godtagits av de flesta forskare.
Lönnroths teori om kampen mellan de två statsteorierna lanserades för att kunna förklara händelser och aktörernas motiv när det gäller perioden 1397 till 1448. För perioden efter detta talar man ofta om partier; gränsadeln, Axelssönerna, Oxenstiernorna och Sturepartiet men vissa forskare har varnat för att alltför kategoriskt placera in aktörerna i dessa.
Kalmarunionens monarker:

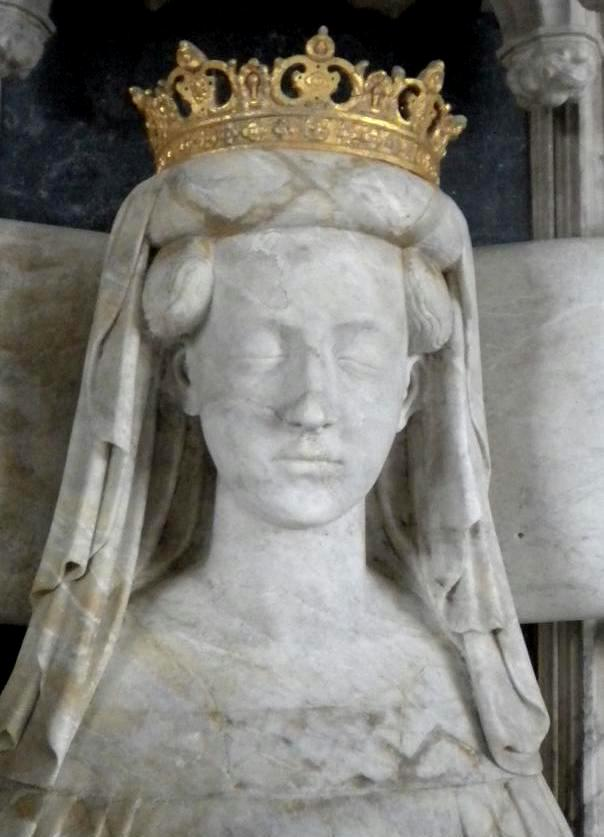
Margareta
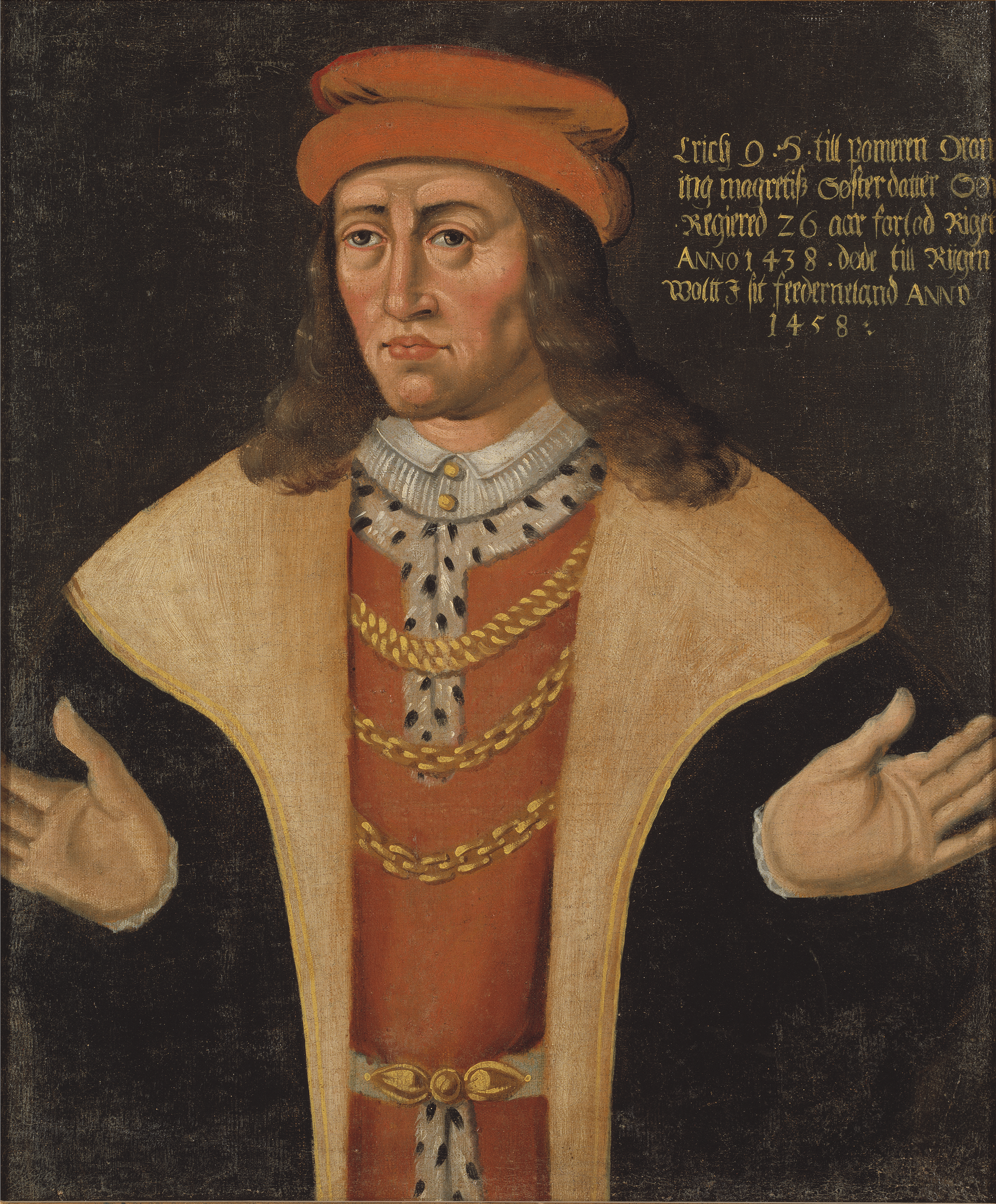
Erik
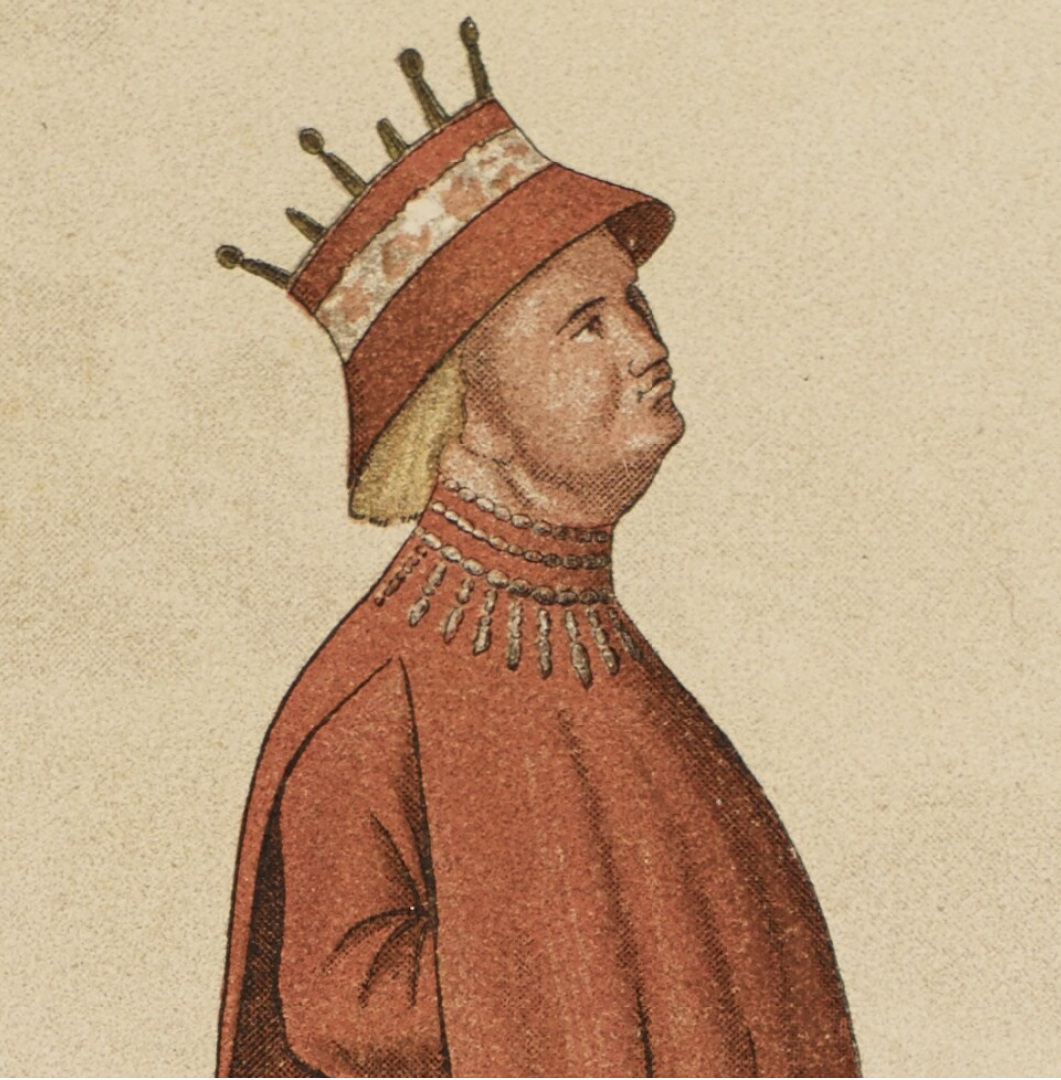
Kristoffer
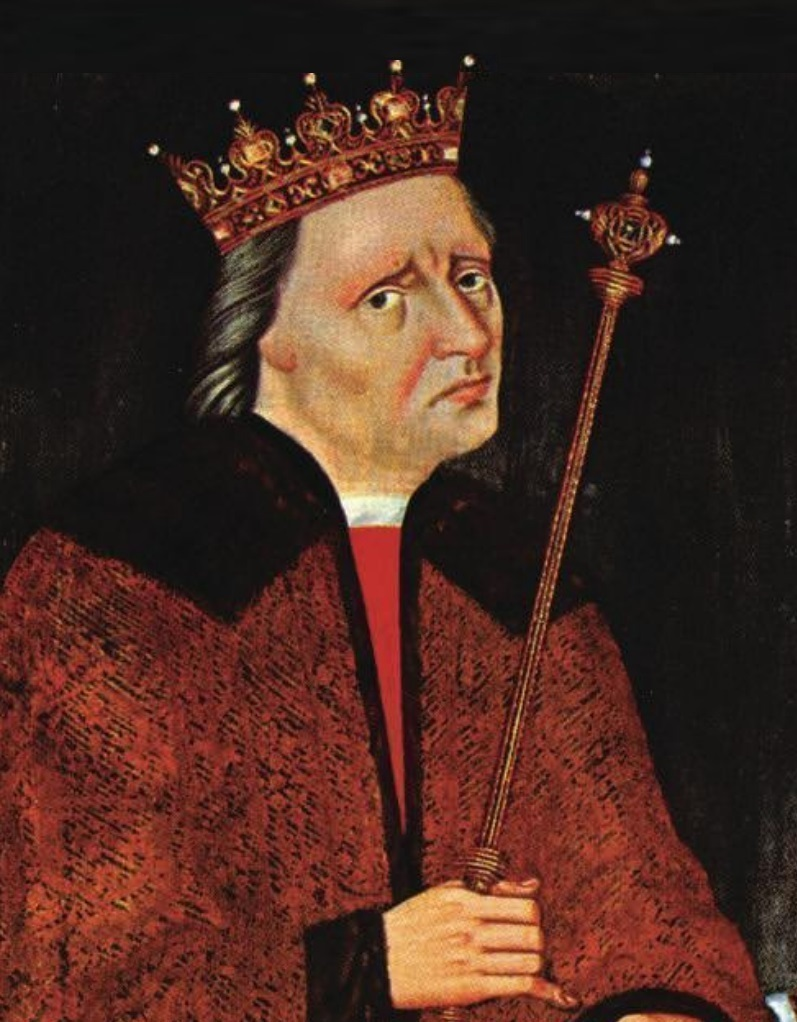
Kristian I
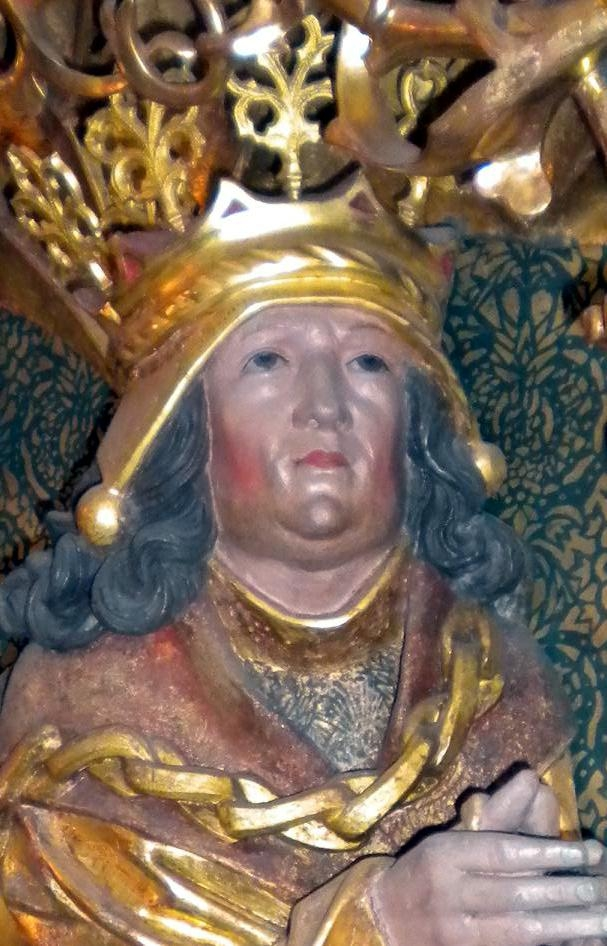
Hans
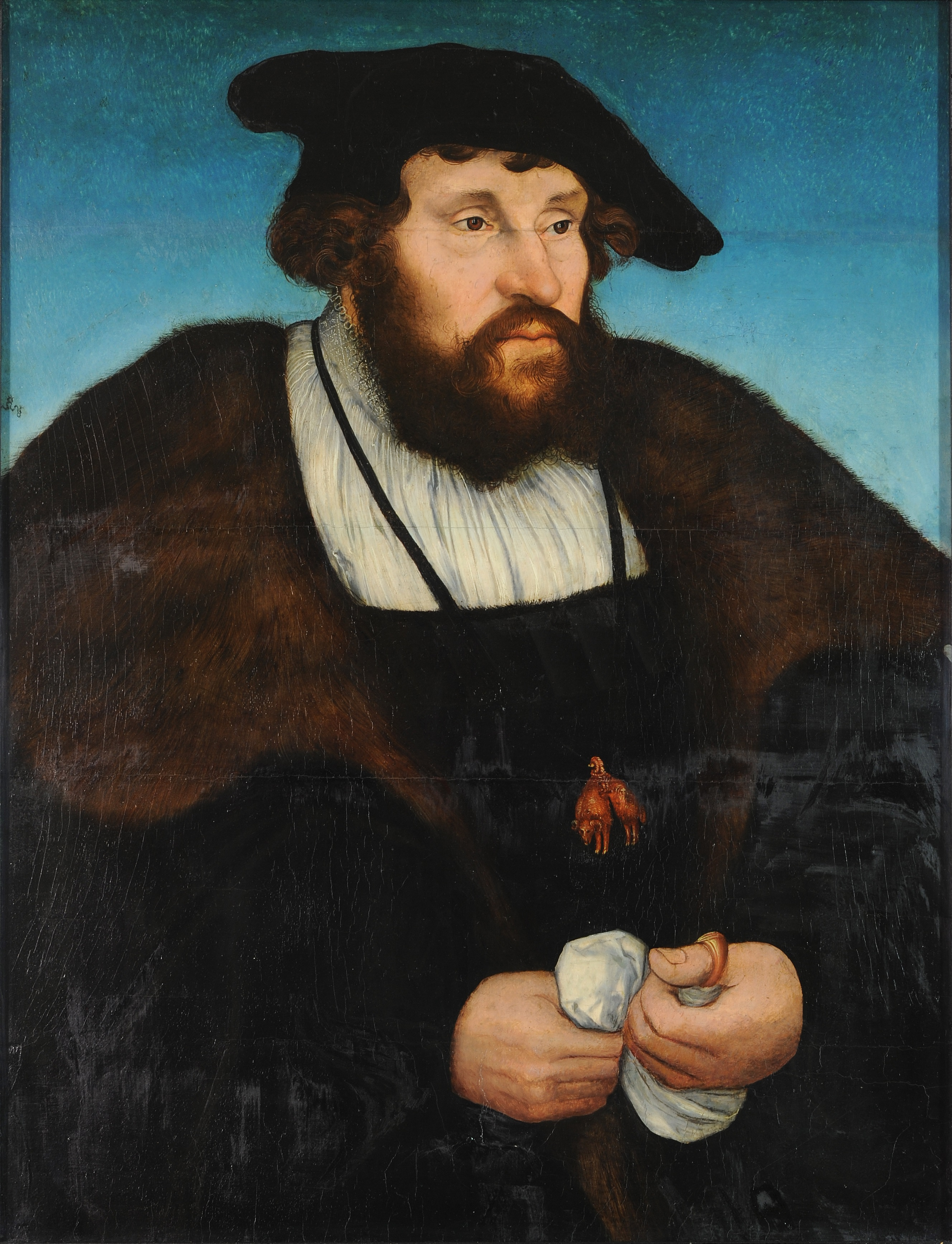
Kristian II